# Francisco Javier Sauquillo
Francisco Javier Sauquillo Pérez del Arco (Ceuta, 3 de diciembre de 1947 - Madrid, 25 de enero de 1977) fue un abogado laboralista español, miembro del PCE y de CCOO, asesinado en el bufete laboralista donde trabajaba en la calle Atocha 55, en la llamada Matanza de Atocha.

## Biografía
Fue el hijo pequeño de José Luis Sauquillo y Deseada Pérez del Arco. Cursó los estudios de Bachiller en los Escolapios y posteriormente, se licenció en Derecho por la Universidad Complutense de Madrid. Durante sus estudios universitarios, militó en el Frente de Liberación Popular, en el que fue su primer acercamiento a la política. En 1972 comenzó a trabajar en un bufete laboralista situado en la calle Españoleto de Madrid en el que conoció a Dolores González Ruiz que había sido novia de Enrique Ruano, estudiante que fue defenestrado por la policía en 1969, y con la que contraería matrimonio en 1973.
Junto con otros abogados laboralistas, Sauquillo se implicó en cuanto terminó la carrera de Derecho en la lucha por la mejora de condiciones en los barrios más alejados de la capital, como Orcasitas o el Pozo del Tío Raimundo, en los que surgieron las asociaciones de vecinos, figura clave para la reivindicación de sus derechos. 
Empezó a militar en el PCE que por aquella época era un partido ilegal, al mismo tiempo que comenzaba a colaborar con los movimientos vecinales en Vallecas y Móstoles. Posteriormente, comenzó a trabajar en el despacho laboralista de Manuela Carmena en la calle Atocha número 55. Sauquillo era el hermano pequeño de Paquita Sauquillo, que tuvo mucha influencia en él para su implicación en la lucha por los derechos laborales y en la política, que perteneció a la extinta Organización Revolucionaria de Trabajadores (ORT) durante la Transición y luego fue diputada autonómica y senadora del PSOE.
El 24 de enero de 1977 se encontraba en el bufete preparando una reunión cuando unos pistoleros de extrema derecha llegaron y le dispararon a él y a sus compañeros. Javi, como le llamaban, protegió con su cuerpo a su mujer, evitando que la bala le costase la vida. Javier Sauquillo sobrevivió al ataque, y salió vivo, aunque muy malherido, del despacho de Atocha 55, pero murió al día siguiente en el hospital Primero de Octubre (actual Doce de Octubre) por las heridas sufridas, lo mismo que su compañero Serafín Holgado. Unos días después, su capilla ardiente fue instalada en el Colegio Mayor de Abogados, y posteriormente fue enterrado en el cementerio de Carabanchel.
El ejemplo de dignidad que Sauquillo y sus compañeros abogados dieron aquel día quedó en la memoria colectiva, y su asesinato supuso un punto de inflexión en la Transición. En marzo de aquel mismo año, y en gran parte por la muestra de entereza de los comunistas en el entierro de los abogados, se legalizó el PCE.

## Homenajes
El 11 de enero de 2002, el Consejo de Ministros le concedió a título póstumo la Gran Cruz de la Orden de San Raimundo de Peñafort.
El 30 de marzo de 2005 el Partido Socialista del Pueblo de Ceuta (PSPC) solicitaba al Gobierno de la Ciudad de Ceuta que homenajeara al abogado ceutí nombrando una calle como "Javier Sauquillo. Abogado de Atocha". Tras la falta de respuesta inicial, Unión Demócrata Ceutí (UDCE) llevó a pleno en octubre de 2006 la iniciativa del PSPC, la cual fue aceptada por el pleno de la Ciudad, aunque pasaron varios años hasta que el proyecto se convirtió en realidad.
El 14 de mayo de 2010 se inauguró una calle con su nombre en su ciudad natal, en un acto que contó con la presencia  del presidente de la ciudad D. Juan Jesús Vivas y de su hermana, Paquita Sauquillo.